# Biển Thước
Biển Thước (chữ Hán: 扁鵲), tên thật là Tần Việt Nhân (秦越人), lại có thuyết tên Tần Hoãn (秦緩), hiệu Lư Y (卢医), là một thầy thuốc trứ danh thời Chiến Quốc và được xem là một trong những danh y đầu tiên được ghi chép sớm nhất trong các thư tịch của lịch sử Trung Quốc.
Tương truyền ông chính là người khai sinh ra phương pháp bắt mạch, là người đặt tiền đề quan trọng cho Đông y. Do tiếng tăm và các điển tích thần kỳ, về sau Biển Thước cùng Hoa Đà, Trương Trọng Cảnh và Lý Thời Trân được hậu thế xưng tụng Trung Quốc cổ đại Tứ đại danh y. Tác phẩm của ông còn có Biển Thước nội kinh, Biển Thước ngoại kinh và Nạn kinh.

## Cuộc đời

### Cơ duyên với nghề thầy thuốc
Biển Thước vốn người quận Bột Hải, Mạc châu (莫州; nay là huyện Nhâm Khâu, tỉnh Hà Bắc), thuộc nước Trịnh, sinh vào khoảng 401 TCN (đầu thời Chu An vương). Thời còn trai trẻ, Tần Việt Nhân vốn là chủ một quán trọ, và sống bằng nghề này.
Lúc đó, có một lương y biệt danh là Trường Tang Quân thường trọ tại quán của Việt Nhân. Việt Nhân rất kính trọng vị lương y này, nên đã phục vụ rất chu đáo và không lấy tiền. Để đáp lại, Trường Tang Quân nhận Việt Nhân làm học trò và truyền hết sở học cho ông.Khi tay nghề đã thành thạo, Việt Nhân chuyển hẳn sang nghề thầy thuốc này, dần dần trở nên nổi tiếng, vì ông chữa bệnh quá tài tình nên được dân chúng nước Triệu tặng cho biệt hiệu Biển Thước tiên sinh. Tương truyền, Biển Thước là tên 1 vị thần y sống vào thời Hoàng Đế.

### Hành nghề cứu người
Lúc bấy giờ ở Trung Quốc, thuật đồng bóng đang lan tràn, nghề y bị lạnh nhạt; nhiều người mắc bệnh không chịu uống thuốc mà cứ rước đồng bóng về để "đuổi quỷ, trừ tà". Thậm chí nhiều nước chư hầu còn đặt ra các chức quan "đại chức", "tư vu" để chuyên lo việc này.
Biển Thước rất ghét thói mê tín ấy, thường xuyên đấu tranh chống lại nó một cách kiên trì, và thông qua hoạt động chữa bệnh có hiệu quả của mình để vạch trần trò hề mê tín của đồng bóng. Căn cứ vào kinh nghiệm dân gian và kinh nghiệm nhiều năm làm nghề của mình, Biển Thước đúc kết thành "tứ chẩn" trong phép khám và điều trị là nhìn, nghe, hỏi và bắt mạch. Ngoài việc vận dụng thành thạo "tứ chẩn" để đoán bệnh, Biển Thước sử dụng nhiều biện pháp trị liệu như châm kim đá, châm cứu, xoa nóng, xoa bóp, mổ xẻ, cho uống thuốc v.v...
Theo Hán thư ngoại truyện, có lần Biển Thước dẫn năm người học trò đến nước Quắc (nay thuộc tỉnh Thiểm Tây) để làm thuốc, nghe nói Thế tử nước Quắc bị bệnh qua đời đột ngột, ông cảm thấy đáng ngờ, bèn xin được vào xem. Quan sát một hồi, thấy cánh mũi người chết còn động đậy, hai chân còn ấm, Biển Thước chẩn đoán kỹ rồi kết luận: "Thế tử mắc chứng "thi quyết" (chết giả), có thể cứu sống được". Ông bèn châm kim các huyệt chủ yếu, tiếp theo sai học trò Tử Minh làm ngải cứu, Cốc Tử đổ thuốc, Tử Dung xoa bóp không ngừng tay. Hồi lâu, quả nhiên "người chết "dần dần tỉnh lại. Biển Thước lại dùng thuốc dán dưới hai nách, bệnh nhân ngồi dậy được ngay.
Vua nước Quắc hết sức vui mừng, không tiếc lời khen ngợi. Người xem Biển Thước như thần tiên, cho rằng ông có thuật "cải tử hoàn sinh ". Biển Thước khiêm tốn giải thích: "Không phải tôi cứu sống người chết, mà người bệnh vốn chưa chết, tôi chỉ cứu người bệnh khỏi cơn hấp hối mà thôi".

## Giai thoại

### Chẩn bệnh Tề Hoàn công
Về tài dùng mắt đoán được bệnh, có một giai thoại về Biển Thước sau đây đã được sử gia Tư Mã Thiên ghi lại trong bộ Sử Ký và người đời sau nhắc lại một lần nữa trong bộ truyện Đông Chu Liệt Quốc (ở hồi thứ 32). Chuyện như sau:
| “ | Một hôm Biển Thước sang nước Tề gặp Tề Hoàn công. Ông thấy khí sắc vua Tề không tốt, bèn tâu: "Quân hầu, trong da và chân lông ngài đã có gốc bệnh, nếu không kịp thời chữa trị, bệnh sẽ nặng thêm". Tề Hoàn công thờ ơ đáp: "Ta cảm thấy trong người rất khỏe, chẳng có bệnh tật gì cả". Biển Thước lui ra, sau đó năm ngày lại vào yết kiến, nhìn sắc diện rồi khẳng định một lần nữa với vua Tề: "Bệnh của ngài đã vào đến nội tạng rồi, phải chữa ngay đi". Hoàn công tỏ vẻ khó chịu, không trả lời. Sau khi Biển Thước đi khỏi, ông mới bảo với mọi người: "Thầy thuốc chỉ khéo vẽ vời, hù dọa người ta. Ta chẳng có bệnh gì mà ông ta dám bảo là bệnh nặng. Thật vớ vẩn!". Năm ngày sau nữa, Biển Thước lại vào yết kiến, chỉ mới nhìn mặt vua Tề, đã quay bước, bỏ đi thẳng. Hoàn công sai người chạy theo hỏi, Biển Thước nói: "Bệnh ở da, thịt thì còn xoa thuốc được, bệnh ở huyết mạch thì còn tiêm thuốc được, nay bệnh đã vào đến xương tủy rồi thì trời cũng không cứu được nữa, bởi vậy tôi mới bỏ đi". Mấy ngày sau quả nhiên Hoàn công phát bệnh. Ông vội cho người đi tìm Biển Thước, nhưng vị Thần y đã đi sang nước Tần rồi. Bệnh Hoàn công ngày càng trở nặng, chẳng bao lâu vị bá chủ chư hầu này tạ thế. | ” |

Về phương pháp bắt mạch của Biển Thước, cũng lưu truyền trong dân gian một giai thoại như sau:
| “ | Có lần Biển Thước đến nước Tấn, gặp lúc Triệu Giản Tử, người đang nắm quyền chính trị trong nước lâm bệnh, hôn mê đã năm ngày. Biển Thước bắt mạch, thấy tim mạch bệnh nhân đập yếu ớt, lại biết được tình hình chính trị nước Tấn lúc ấy vô cùng rối ren, đoán định là họ Triệu lao tâm quá mức, mắc chứng bệnh mạch máu (máu tuần hoàn không bình thường) dẫn đến hôn mê. Ông cho uống thuốc. Hai ngày sau Triệu Giản Tử tỉnh lại và bệnh dần thuyên giảm. | ” |

### Khoai mài và nước lã
Lại có một giai thoại khác nữa về vị thần y:
Một hôm có một phụ nữ khá đẹp đến gặp Biển Thước, xin một toa thuốc độc, có thể giết người mà không để lại dấu vết. Đối tượng mà người phụ nữ định đầu độc chính là chồng của chị ta, vì chị này vốn đã có tình ý với một người đàn ông khác. Biển Thước sợ nếu mình từ chối, sẽ có người khác giúp chị đàn bà hoàn thành tâm nguyện, nên giả vờ nhận lời. Ông dặn: về mua khoai mài (hoài sơn) gọt vỏ nấu với lươn cho chồng ăn, mỗi ngày một lần, ít lâu sẽ chết. Người đàn bà hớn hở về làm đúng như lời hướng dẫn.
Khoảng tháng sau, chị này mang lễ vật đến tạ ơn Biển Thước, báo tin chồng đã chết. Ông rất đỗi ngạc nhiên, chẳng hiểu sao khoai mài nấu cháo lươn là một món rất bổ dưỡng mà ăn vào lại chết. Biển Thước cảm thấy lương tâm cắn rứt, lại hoài nghi về kiến thức y học của chính mình, nên thề giải nghệ, không chữa cho bất kỳ ai. Ông còn lấy chìa khóa tủ sách thuốc nhà mình vứt xuống sông cạnh nhà.
Sau đó ít lâu, một hôm vừa thức dậy, Biển Thước thấy một chàng trai trẻ làm nghề đánh cá đến van xin ông làm phước cứu vợ anh ta đang bị sanh khó. Biển Thước nhớ lại lời thề dạo trước nên không thèm trả lời chàng trai, chỉ lớn tiếng bảo người nhà: "Lấy nước rửa mặt" (cho ông)!. Chàng ngư phủ lại ngỡ đó là lời vị danh y mách bảo cho mình, bèn ba chân bốn cẳng chạy về nhà làm đúng như thế. Quả nhiên vừa rửa mặt xong thì vợ anh ta đẻ được ngay.
Vài hôm sau, chàng trai đánh bắt được một con cá lớn, nhớ ơn thầy thuốc cứu vợ con mình, bèn kính cẩn đem con cá đến biếu. Một lần nữa, Biển Thước rất ngạc nhiên, mới hỏi: "Tôi có ơn huệ gì với anh đâu, mà anh đem cá tạ ơn?". Chàng trai đáp: "Nhờ ơn thầy dạy, tôi lấy nước rửa mặt cho vợ tôi thì vợ tôi sinh được ngay một thằng con trai rất cứng cáp, dễ thương, nên có chút quà này, mong thầy nhận cho". Biển Thước không sao lý giải được hai trường hợp hy hữu trên, cho là tại thời vận hên xui, nên cảm hứng thốt lên hai câu thơ:
Vận khứ, hoài sơn năng trí tử
Thời lai, thanh thủy khả thôi sinh
(nghĩa là: Hết thời, khoai mài có thể làm chết người; còn thời, nước lã có thể cứu sống người).
Sau khi chàng đánh cá về, người nhà đem cá ra mổ làm món nhắm cho nhà danh y uống rượu. Lại một sự không ngờ thứ ba xảy đến: khi mổ bụng cá, thấy chùm chìa khóa, lại chính là chìa khóa tủ sách thuốc mà Biển Thước đã ném xuống sông lúc trước. Ông tự nghiệm rằng: Thiên mệnh đã đặt cho mình nghề làm thuốc để cứu người, không thể chối bỏ. Từ đó ông ra sức nghiên cứu sâu thêm về y thuật, cứu được rất nhiều bệnh hiểm nghèo. Tuy nhiên ông vẫn chưa hiểu do đâu có tác dụng ngược lại của củ mài và nước lạnh.
Một hôm có người đem lươn lại bán. Một ý nghĩ chợt nảy ra trong đầu. Biển Thước bảo người bán lươn đổ cả giỏ lươn xuống đất, thấy trong đám lươn chỉ có một con ngóc đầu lên cao, còn lại đầu rạp sát đất. Biển Thước mua con lươn ngóc đầu ấy đem làm thịt nấu cho chó ăn thì chó chết. Bấy giờ Biển Thước mới hiểu cái chết oan uổng của chàng trai có vợ lăng loàn là do ăn phải thứ lươn ngóc đầu lên chứ không phải tại khoai mài. Còn nước lã giúp vợ chàng đánh cá đẻ mau, vì chị ấy quá mệt, không còn sức rặn. Khi đem nước lạnh rửa mặt, sản phụ cảm thấy sảng khoái, sức mạnh tăng thêm nên sinh được dễ dàng chứ không có gì bí hiểm cả.
Bắt mạch, chẩn đoán chính xác bệnh tình là một cống hiến lớn của Biển Thước đối với y học Trung Quốc nói riêng, ngành Đông y nói chung. Trong "Sử ký", Tư Mã Thiên tán tụng: "Đến nay thiên hạ nói đến mạch là do Biển Thước vậy". Thật ra nói thế có phần nào hơi phóng đại, nhưng đúng là Biển Thước rất tinh thông phép bắt mạch, chẩn đoán bệnh chính xác và trị bệnh giỏi như thần. Chính vì vậy nên dân gian có rất nhiều giai thoại truyền tụng về Biển Thước mà ở trên là một vài ví dụ.
Tuy nhiên, đã là giai thoại thì tính chính xác hạn chế. Ví dụ như giai thoại "khoai mài, nước lã"; có người cho là của một danh y Việt Nam chứ không phải của Biển Thước.

## Qua đời
Đến cuối đời, danh tiếng Biển Thước ngày càng lớn, càng khiến cho nhiều người ganh ghét, trong đó có một viên quan Thái y nước Tần tên Lý Ê (李醯). Hắn vốn là kẻ bất tài, thấy y thuật Biển Thước hơn người, sợ một ngày nào đó có thể thay vị trí của hắn nên đang tâm âm mưu giết Thước.
Năm Chu Noãn vương thứ 5 (310 TCN), Biển Thước diện kiến Tần Vũ vương. Sau khi nghe vua Tần kể bệnh Biển Thước xin được điều trị. Một số người can ngăn vua Tần: "Đại vương đau ở phía trước tai, phía dưới mắt. Trị chưa chắc đã hết, không khéo tai lại hóa điếc, mắt hóa mờ mất". Tần Vũ vương vốn nhát, nghe vậy bèn thôi, không cho Biển Thước trị bệnh. Biển Thước giận dữ, liệng cục đá đồ nghề xuống đất, mắng vua Tần: "Đại vương vấn kế bậc trí giả mà lại nghe lời kẻ ngu để hỏng việc. Điều đó cho tôi thấy chính trị của nước Tần như thế nào, nước Tần có thể mất vì đại vương đấy"..
Sau khi chẩn bệnh cho Tần Vũ vương xong, Biển Thước rời đi. Khi đến mặt bắc của Ly Sơn, Lý Ê đã sai người lén phục kích bên hông đường nhỏ chờ Biển Thước đến và giết chết ông. Tương truyền khi ấy ông đã khoảng 90 tuổi. Nhân dân ở nhiều địa phương rất thương tiếc, đã cho dựng mộ, bia và thờ Biển Thước ở Thiểm Tây, Sơn Đông, Hà Bắc,...

## Di sản
Theo sách sử ghi chép, Biển Thước khi còn sống đã có sách Biển Thước nội kinh (扁䳍内经), Biển Thước ngoại kinh (扁䳍外经), đáng tiếc đều đã mất. Hiện còn quyển Nạn kinh (難經), có giá trị tham khảo khá cao về kinh mạch, tuy có người cho rằng sách này do người đời sau làm, lấy tên Biển Thước.
Sử gia Tư Mã Thiên đánh giá Biển Thước rất cao: "Biển Thước hành nghề y làm kẻ đứng đắn tôn trọng, giữ mực thước tinh tế trong sáng, đời sau học theo không phải dễ". Thiết tưởng sự đánh giá của Tư Mã Thiên về thần y Biển Thước như trên không có gì là quá đáng.